# Sulíkov
Sulíkov (en allemand : Sulikau) est une commune du district de Blansko, dans la région de Moravie-du-Sud, en République tchèque. Sa population s'élevait à 303 habitants en 2020.

## Géographie
Sulíkov se trouve à 5 km au nord-ouest de Kunštát, à 24 km au nord-nord-ouest de Blansko, à 40 km au nord-nord-ouest de Brno et à 159 km à l'est-sud-est de Prague.
La commune est limitée par Křetín au nord, par Vranová au nord-est, par Letovice à l'est, par Petrov au sud, et par Rozsíčka à l'ouest.

## Histoire
La première mention écrite de la localité date de 1374.